# Isaac Villain
Pour les articles homonymes, voir Villain.
Isaac Villain, né le 22 août 1830 à Sedan (Ardennes) et mort le 9 novembre 1907 à Sedan (Ardennes), est un homme politique français.

## Biographie
Isaac Villain est négociant drapier. Il a été maire de Sedan du 20 mai 1888 au 17 mai 1896. En 1889, il est choisi par le comité républicain de l'arrondissement pour être candidat à la députation. Il échoue à se faire élire et est battu par Louis Varlet. En 1895, il se présente à l'élection partielle destinée à remplacer Auguste Philippoteaux, député de Sedan, mort le 21 février 1895, et est élu au premier tour, mais à une courte majorité, contre Élysée Lassalle.
À la Chambre des députés, il est président de la commission des initiatives parlementaires. Aux élections de 1898, il ne se représente pas et Lassalle est élu. Malgré des problèmes de santé, il conserve des responsabilités locales comme administrateur de la Caisse d'épargne.
Sa fille Louise est la mère de l'universitaire Jean Bayet, latiniste, professeur à la Sorbonne, directeur de l'École française de Rome et membre de l'Institut.